# Anderson (Kalifornia)
Shasta város az USA Kalifornia államában, Shasta megyében. Lakosainak száma 11 323 fő (2020. április 1.).

## Népesség
A település népességének változása:
| Lakosok száma | 9022 | 9932 | 11 323 |
|               | 2000 | 2010 | 2020   |